# Pocola (Rumunia)
Pocola – wieś w Rumunii, w okręgu Bihor, w gminie Pocola. W 2011 roku liczyła 429 mieszkańców.